# Överö

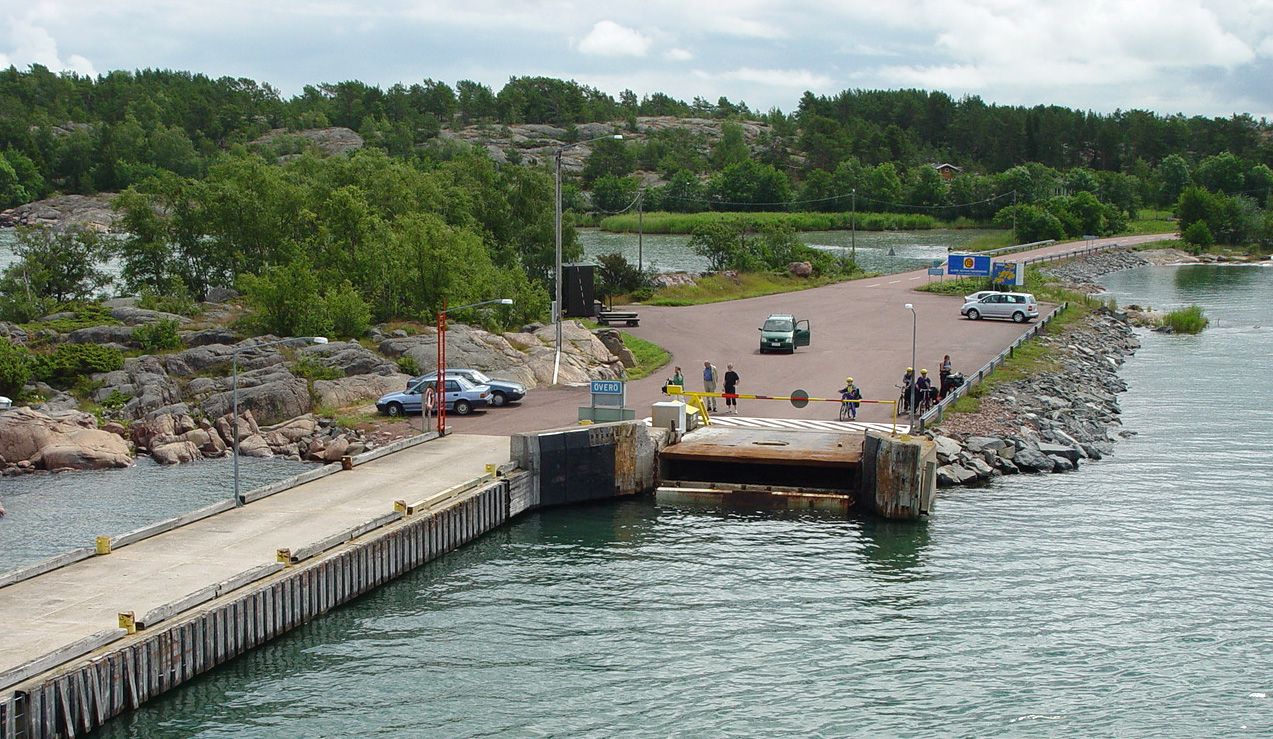
Veerstoep Överö

Överö (uitspraakⓘ) is een veerhaven op het eiland Långholm, het noordelijkste over de weg bereikbare punt van de gemeente Föglö op Åland. Van hieruit vertrekken veerboten van de maatschappij Ålandstrafiken naar verschillende bestemmingen:
- Långnäs op het hoofdeiland van Åland, met een vaste weg- en busverbinding naar de hoofdstad Mariehamn. Eenmaal per week vaart deze boot op aanvraag ook langs Bergö.
- Kumlinge (schiereiland Snäckö)
- Sottunga - (Husö / Kyrkogårdsö) - Kökar - Galtby (Finland)